# Александар Келемен
Александар Келемен (словен. Alexander Kelemen; Бајша, 19. новембар 1924 — Нови Сад, 24. август 2012) је био југословенски архитекта словачког порекла.

## Биографија
Четири разреда основне школе завршио је у родном месту, шест разреда гимназије у Бачком Петровцу, а последња два разреда гимназије у Новом Саду (1943). Дипломирао је на Архитектонском факултету у Београду 1950. године.
Неко време радио је у Министарству грађевинарства у Београду, затим у грађевинском предузећу „Бетон” у Новом Саду (1951-1952) и Урбанистичком заводу Војводине у Суботици. У трансформацији пројектних организација био је укључен у рад бироа „Нови Сад”, као директор руководио пројектним атељеом „Пројекат”, да би потом (1963-1968) радио у пројектном бироу Савеза за физичку културу Војводине. Предавао је пројектовање у Средњој грађевинској школи (1968-1970), као пројектант радио је у Југословенском институту за технологију меса, потом у бироу „Конструктор”, Пројектном заводу Војводине (1973-1975) и у САЦЕН-у до пензионисања (1986).

## Награде и признања
Добитник је Октобарске награде града Новог Сада за укупан допринос послератној изградњи града (1985) и награде „Ђорђе Табаковић” за свеукупни архитектонски рад (1999).

## Реализовани објекти

### Административне и јавне зграде
- Покрајински СУП у Новом Саду (1954, са Ристом Шекеринским)
- Основна школа „Петефи Шандор” (1954)
- Управна зграда Квалитет (данас Завод за урбанизам Војводине, 1957)
- Завод за социјално осигурање на Житном тргу у Новом Саду (1958)
- Стадион фудбалског клуба Војводина у Новом Саду (1960, само делимично реализован)
- Нова зграда Скупштине општине у Суботици (1960-1962, и ентеријер)
- Техничка школа у Бачкој Паланци (1962)
- Дом културе Панонија у Бајши (1969)
- Дом културе Горица у Бачкој Тополи (1970)
- Зграда штампарије „Култура” у Бачком Петровцу (1971)
- Факултет за физичку културу у Новом Саду (1972), делимично реализован
- Управна зграда Нафтагаса у Новом Саду, данас зграда Радио-телевизије Војводине (1975)
- Управна зграда Нафтагаса у Зрењанину (1978)
- Основна школа у Пачиру (1979)

### Колективне стамбене зграде
- Зграда у улици Стевана Милованова у Новом Саду (1956)
- Стамбени објекат типа Келемен (1958, у Новом Саду, Панчеву, Зрењанину, Бачкој Паланци и Бачкој Тополи)
- Стамбени објекат у улици Цара Душана у Новом Саду (1958)
- Стамбени објекат у Алмашкој улици у Новом Саду (1961)
- Стамбени објекат у Радничкој улици у Новом Саду (1961)
- Стамбени објекат у насељу Неимар у Београду (1963)
- Стамбени објекат у улици Димитрија Туцовића у Новом Саду (1964)
- Стамбени објекат у улици Париске комуне у Новом Саду (1969)
- Стамбени објекат на Радијалном путу у Суботици (1969)
- Стамбено насеље Б. Шарчевића (1969) у Суботици
- Стамбени објекат на Пушкиновом тргу (1970) у Суботици
- Стамбено-пословни блок у улици Цара Душана у Суботици (1972-1974)
- Стамбени објекат у улици Владике Платона у Новом Саду (1977)

### Индустријски и пољопривредни објекти
- Фабрика декоративних тканина у Кривој Паланци у Македонији (1958)
- Пољопривредни објекти у Новом Милошеву (1979)
- Фабричко постројење пиваре у Брчком у Босни и Херцеговини (1980)
- Дехидраторско постројење „Вршачки ритови” (1981)
- Дехидраторско постројење „Галад” у Кикинди (1982)

### Пројекти за цркву
- Црквени дом католичке цркве на Телепу у Новом Саду (1969)
- Идејни пројекат Гркокатоличке цркве у Инђији

### Адаптације
- Адаптација дворца у Бајши у Дом културе (1971)
- Пословна зграда „Кооператива” (1985)